# Martti Paloheimo

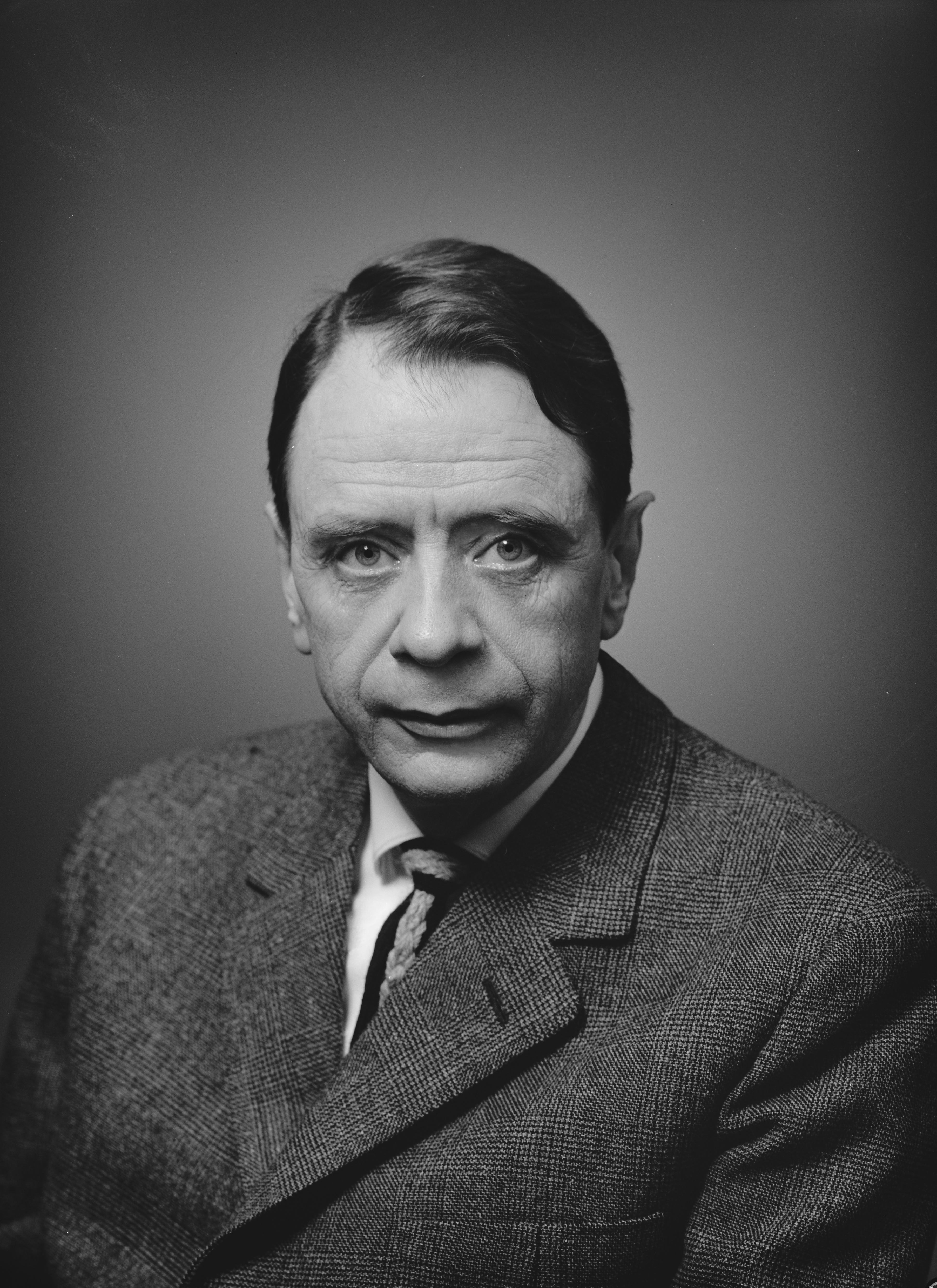
Martti Paloheimo år 1967.

Martti Kaarlo Hjalmar Paloheimo, född 19 oktober 1913 i Kajana, död 29 juni 2002 i Helsingfors, var en finländsk läkare och författare. Han var brorson till Hjalmar Paloheimo.
Paloheimo blev student 1932, medicine kandidat 1935 och medicine licentiat 1944. Han var verksam vid Pitkäniemi sjukhus 1944–1946, vid Lappvikens sjukhus 1946–1949, förestod Mannerheims barnskyddsförbunds mentalhygieniska byrå 1951–1955 och var överläkare vid justitieministeriets fångvårdsavdelning 1958–1976. Han utgav en lång rad populärt hållna böcker om mentalhygieniska frågor och människorelationer. På svenska publicerade han bland annat Själens hälsa och de mänskliga relationerna (1958, tredje upplagan 1968) och Livsproblem (1966).